# Markéta Navarrská (1492–1549)
Markéta Navarrská, francouzsky Marguerite de Navarre, nazývaná též Marguerite d'Angoulême, Marguerite d'Alençon, Marguerite de Valois nebo Marguerite de France (11. dubna 1492, Angoulême – 21. prosince 1549, Odos-en-Bigorre) byla rodem vévodkyně z Angoulême a prvním sňatkem vévodkyně z Alençonu, druhým pak navarrská královna. Sympatizovala s církevní reformací. V neposlední řadě byla významnou spisovatelkou, která patří mezi výjimečné a vzácné zjevy ženských autorek v renesanční literatuře. Spolu s Marií de France a Kristinou Pisánskou tvoří významnou a ojedinělou trojici osobností žen ve francouzské literatuře v celém středověku a rané renesanci. Měla též přezdívky Desátá múza (La dixième muse) či (podle své sbírky básní) Perla perel (La Marguerite des Marguerites).

## Život

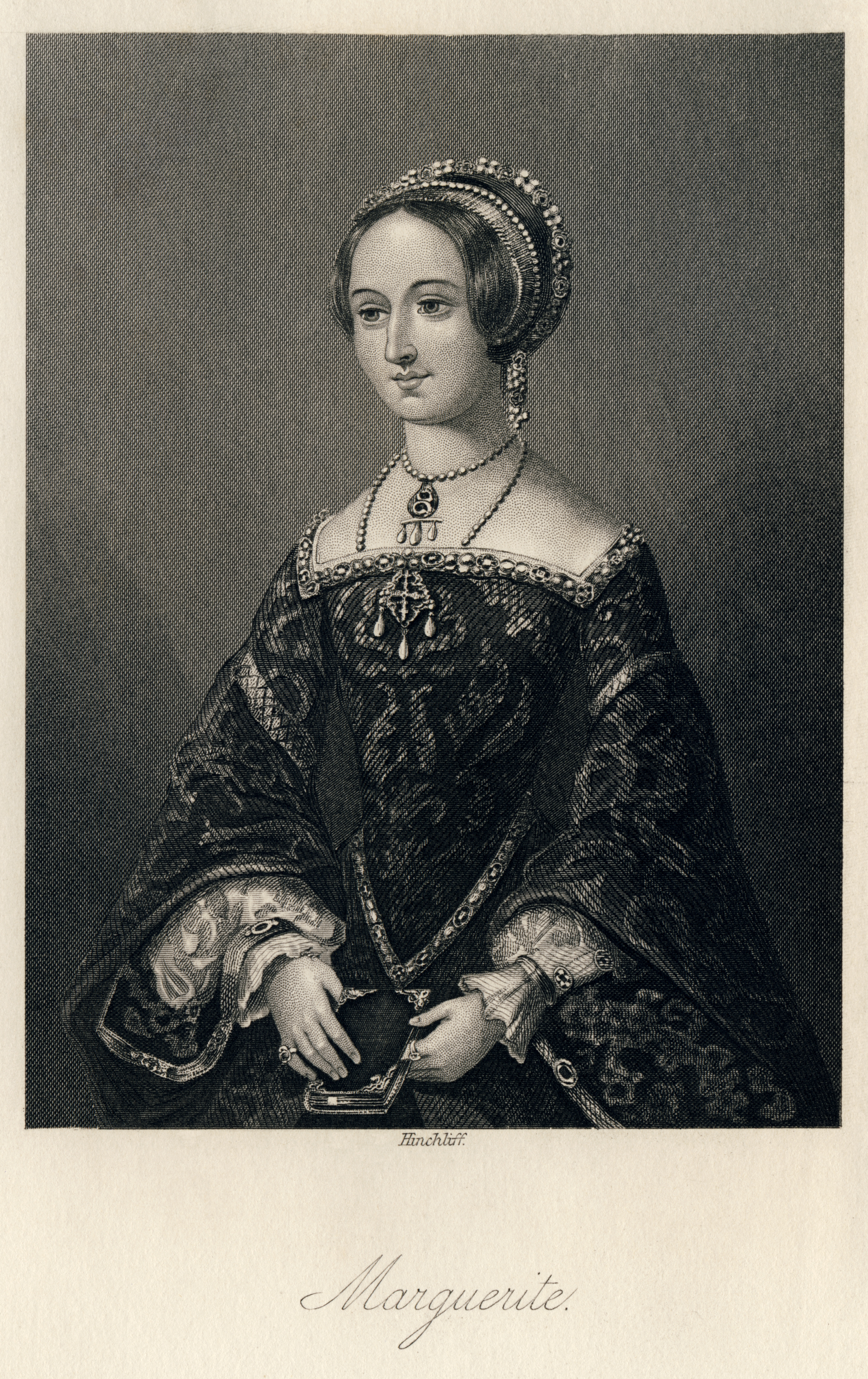
Markéta Navarrská, rytina od Hinchliffa

Narodila se 11. dubna roku 1492 jako první ze dvou potomků vévody Karla z Angoulême a jeho manželky Luisy Savojské. Jejím mladším bratrem byl francouzský král František I. V roce 1509 byla provdána za vévodu z Alençonu, v roce 1527 se jako vdova podruhé provdala za o 9 let mladšího navarrského krále Jindřicha II. Porodila mu dceru, Jeanne d'Albret (v navarrském království vládla jako Johana III.), která se jako jediná z dětí dožila dospělosti a stala se matkou budoucího krále Jindřicha IV. Navarrského, v jehož osobě roku 1589 nastoupila na francouzský trůn nová dynastie Bourbonů.

Erb královny Markéty

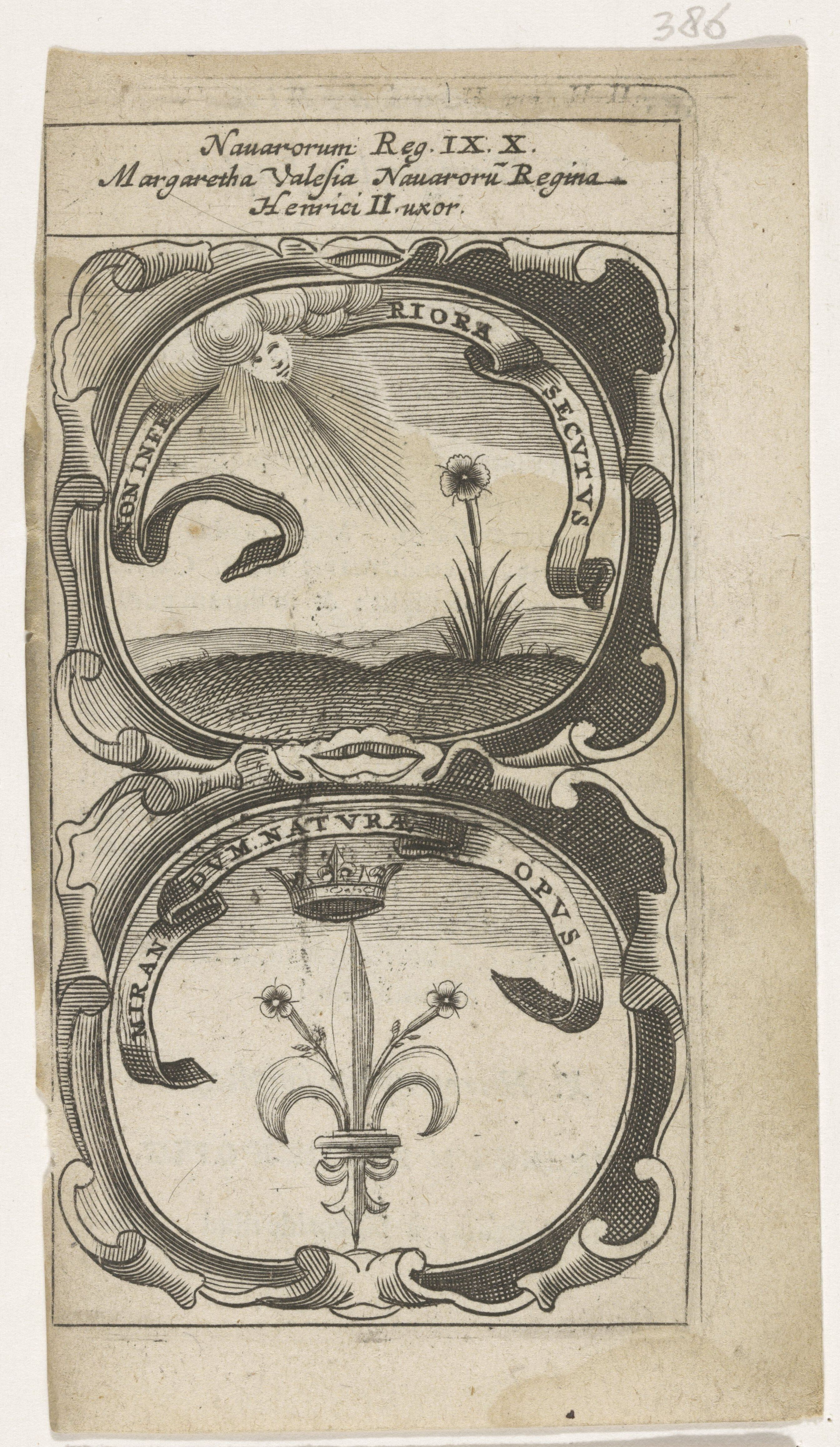
Emblémy a devisy Markéty Navarrské, atlas Symbola Divina et Humana... Aegidia Sadelera (1666)

Když Markétin bratr nastoupil jako František I. na trůn Francie, přestěhovala se z pochmurného hradu a chudoby na dvůr, kde jako oblíbená králova sestra zářila jako hvězda. V roce 1525, když po prohrané bitvě u Pavie František I. padl do zajetí Karla V. Španělského a bylo ho třeba ho ze zajetí dostat ven, se zúčastnila v roli hlavní vyjednavačky komplikovaných politických jednání mezi Francií a Španělskem. Složitá situace Valoisovců se dala vyřešit záměnou krále za rukojmí – jeho dva syny, protože nechtěl dát jako výkupné Burgundsko. Toto byl postoj králova rádce Montmorencyho proti jinému názoru Markéty. Po jejím odchodu z jednání se její přístup také prosadil; František I. se odmítl do zajetí vrátit a nechal v něm své syny pět let.
Markéta byla velmi vzdělaná. Ovládala latinu, řečtinu, hebrejštinu, italštinu a španělštinu. Byla obdivovatelkou Platóna, Danteho, Petrarcy a Boccaccia. Byla v písemném styku se skvělými vzdělanci své doby.
Po roce 1535 na svém dvoře v Nérac udržovala a chránila umělce a umírněné reformátory katolicismu té doby a sama tvořila pod novými vlivy italské renesance. Za svou frašku Inkvizitor, v níž vytvořila postavu fanatického a špatného inkvizičního soudce, byla pohnána před soud, zachránilo ji však její postavení a kapetovský původ orleánské princezny.
K jejímu druhému střetu s inkvizicí došlo v roce 1525. Podporovala evangelický humanistický kroužek „Cénacle de Meaux“, který byl v roce 1525 rozpuštěn a členové popraveni. Markétu opět zachránil královský bratr František I.
Ke třetímu konfliktu vedla poéma Le miroir de l'Ame Pécheresse („Zrcadlo hříšné duše“). V roce 1529 ji za ni odsoudila Sorbonna, v atmosféře protireformace ji udal její chráněnec Gérard Roussel. Do situace zasáhl její bratr král a chránil ji. Zrcadlo hříšné duše je poéma s 1434 desetislabičnými verši (hexametry).

## Dílo
Jako spisovatelka představuje Markéta Navarrská ojedinělý zjev ženské autorky 16. století. Psala duchovní písně, morality, frašky, mystéria (náboženské divadlo), lyrické skladby-poémy a novely. Její básně vyšly pod názvem Marguerites de la Marguerite des princesses
v roce 1547 a Dernières Poesie-Poslední verše (1890).

### Sbírka novel Heptameron

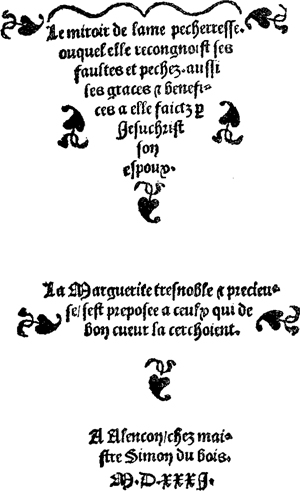
Zrcadlo hříšné duše

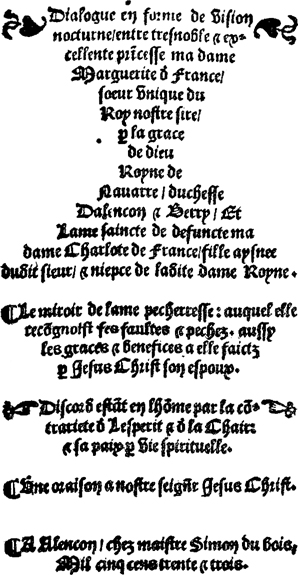
Rukopis Zrcadlo hříšné duše

Nejvýznamnější dílo je její sbírka novel Heptameron (L'Héptameron). Vzorem jí byl Boccacciův Dekameron. Základní děj je podobný: pět mužů a pět žen se vrací z pyrenejských lázní Cauterets a když je zastaví povodeň a stržený most, uchýlí se do kláštera Notre-Dame de Sarrance.
Každý den během čekání si krátí vyprávěním příběhů. Některé z příběhů jsou napodobením Dekameronu, některé jsou starofrancouzské příběhy „fabliaux“, jiné reflektují tehdejší historické osobnosti, včetně Markéty samotné, jejího manžela i Františka I. Během osmi dnů si společnost odvypráví 72 příběhů, soubor má tedy 72 novel.
Dílo mělo být původně literaturou faktu, účastníci si vyprávěli poučné příběhy ze skutečného života. Heptameron se proto vymyká z tehdejšího sentimentálního stylu. Autorka psala stroze a autenticky. Její společnost podávala příběhy ze života ve formě jakýchsi stížností vazalů své princezně. V novelách se objevuje široké spektrum postaviček a postav tehdejší společnosti. Vypravěči si nejvíce stěžují na toulavé mnichy. Dílo je určeno vzdělané části poddaných. Formálně se Heptameron odlišuje od Dekameronu v kompozici každého příběhu, na rozdíl od Boccaccia se v Heptameronu na konci nenachází poučení ve formě veršované balady, ale volná debata kroužku dam a pánů na téma příslušného příběhu. Poučování či moralizování autorky zde chybí, šlo jí o názorné ztvárnění problému, aniž by vnucovala čtenáři názor. Heptameron je zajímavé svědectví o životě a reáliích první poloviny 16. století ve Francii. Lze ho považovat za poměrně věrné a pravdivé, vždyť už autorčina dcera Jeanne d'Albret odmítla změny v textu a raději našla pro knihu jiného nakladatele. Co se týče filozofických východisek díla, v novelách se projevuje vliv feminismu, novoplatonismu a kalvinismu. Markéta napsala Heptameron na zámcích Amboise a Clos Lucé, kam ji pozval její bratr František I.

### Komedie – Mystéria
- Komedie o Mont-de-Marsan, 1548
- Komedie o skonu královském, 1547
- Komedie o čtyřech ženách,1542
- Komedie o narození našeho pána Ježíše Krista, 1530 mystérium

### Fraška
- Pacient (Le malade),1536
- Inkvizitor (L'inquisiteur), 1536

### Poezie
- Zrcadlo hříšné duše
- Perly perly mezi princeznami Tento název (Marguerites de la Marguerite des princesses) využívá slovní hříčky, kdy její jméno Markéta/Marguerita znamená „perla“.
- La Navire, ou Consolation du roi Francois I. á se soeur Marguerite 1547
- Dialog ve formě noční vize (Le dialogue en forme de vision nocturne)

## Novely v češtině
- Novella sedmdesátá – in: 1000 nejkrásnějších novel... č. 14; úvod František Sekanina; přeložil F. Sekanina? 26 s. Praha: J. R. Vilímek, 1911
- Povídky královny Navarrské: heptameron. I. výbor – přeložil a úvod napsal Karel Rudnický; povídky 3, 5, 7, 14; 36 s. Pacov: Přemysl Plaček 1916
- Povídky královny navarské: heptameron – přeložil Oskar Reindl; 32 s. Praha: Jan Toužimský, 1923
- Deset novel z knihy jež sluje Heptameron, anebo, Povídky velmi vznešené a přeslavné princezny Marguerity z Valois, královny Navarské: tato kniha se někdy také nazývá Příběhové šťastných milenců – přeložil Jiří Hlídek; graficky upravil Zdeněk Guth; 87 s. Praha: Kvasnička a Hampl, 1925
- Heptameron: povídky královny z Navarry – přeložil E. T. H. Praha; 407 s: I. L. Kober, 1929
- Heptameron novel převznešené a přeslavné princezny Markéty d’Angouleme, královny Navarské – přeložil a poznámkami opatřil Karel Šafář; se 76 obrázky od Toyen; 676 s. Praha: Družstevní práce, 1932
- Heptameron – Markéta Navarská; ilustrace Ota Janeček; Karel Šafář; 443 s. Praha: SNKLHU, 1960
- Heptameron – Margita Navarská; přeložila a poznámky spracovala Miroslava Bártová; studium napsal Anton Vantuch; verše prebásnil Ivan Mojík; ilustrace Dušan Grečner; 247 s. Bratislava: Tatran, 1982
- Heptameron – Marketa Navarrská; převyprávěla Hana Marie Ratajová; 222 s. Praha: Knižní klub, 1998

## VývodMarkéty Navarrské
|                   |                     |  |                        |                               |  |  |  |  |  |  |  | Karel V. Francouzský |
|                   |                     |  |                        |                               |  |  |  |  |  |  |  |                      |
|                   | Ludvík z Valois     |  |                        |                               |  |  |  |  |  |  |  |                      |
|                   |                     |  |                        |                               |  |  |  |  |  |  |  |                      |
|                   |                     |  |                        | Johana Bourbonská             |  |  |  |  |  |  |  |                      |
|                   |                     |  |                        |                               |  |  |  |  |  |  |  |                      |
|                   | Jan Orleánský       |  |                        |                               |  |  |  |  |  |  |  |                      |
|                   |                     |  |                        |                               |  |  |  |  |  |  |  |                      |
|                   |                     |  |                        | Gian Galeazzo Visconti        |  |  |  |  |  |  |  |                      |
|                   |                     |  |                        |                               |  |  |  |  |  |  |  |                      |
|                   | Valentina Visconti  |  |                        |                               |  |  |  |  |  |  |  |                      |
|                   |                     |  |                        |                               |  |  |  |  |  |  |  |                      |
|                   |                     |  |                        | Izabela Francouzská           |  |  |  |  |  |  |  |                      |
|                   |                     |  |                        |                               |  |  |  |  |  |  |  |                      |
|                   | Karel z Angoulême   |  |                        |                               |  |  |  |  |  |  |  |                      |
|                   |                     |  |                        |                               |  |  |  |  |  |  |  |                      |
|                   |                     |  |                        | Alain VIII. de Rohan          |  |  |  |  |  |  |  |                      |
|                   |                     |  |                        |                               |  |  |  |  |  |  |  |                      |
|                   | Alain IX. z Rohanu  |  |                        |                               |  |  |  |  |  |  |  |                      |
|                   |                     |  |                        |                               |  |  |  |  |  |  |  |                      |
|                   |                     |  |                        | Béatrix de Clisson de Porhoet |  |  |  |  |  |  |  |                      |
|                   |                     |  |                        |                               |  |  |  |  |  |  |  |                      |
|                   | Markéta z Rohane    |  |                        |                               |  |  |  |  |  |  |  |                      |
|                   |                     |  |                        |                               |  |  |  |  |  |  |  |                      |
|                   |                     |  |                        | Jan IV. Bretaňský             |  |  |  |  |  |  |  |                      |
|                   |                     |  |                        |                               |  |  |  |  |  |  |  |                      |
|                   | Markéta Bretaňská   |  |                        |                               |  |  |  |  |  |  |  |                      |
|                   |                     |  |                        |                               |  |  |  |  |  |  |  |                      |
|                   |                     |  |                        | Jana Navarrská                |  |  |  |  |  |  |  |                      |
|                   |                     |  |                        |                               |  |  |  |  |  |  |  |                      |
| Markéta Navarrská |                     |  |                        |                               |  |  |  |  |  |  |  |                      |
|                   |                     |  |                        |                               |  |  |  |  |  |  |  |                      |
|                   |                     |  | Amadeus VIII. Savojský |                               |  |  |  |  |  |  |  |                      |
|                   |                     |  |                        |                               |  |  |  |  |  |  |  |                      |
|                   | Ludvík Savojský     |  |                        |                               |  |  |  |  |  |  |  |                      |
|                   |                     |  |                        |                               |  |  |  |  |  |  |  |                      |
|                   |                     |  |                        | Marie Burgundská              |  |  |  |  |  |  |  |                      |
|                   |                     |  |                        |                               |  |  |  |  |  |  |  |                      |
|                   | Filip II. Savojský  |  |                        |                               |  |  |  |  |  |  |  |                      |
|                   |                     |  |                        |                               |  |  |  |  |  |  |  |                      |
|                   |                     |  |                        | Janus Kyperský                |  |  |  |  |  |  |  |                      |
|                   |                     |  |                        |                               |  |  |  |  |  |  |  |                      |
|                   | Anna Kyperská       |  |                        |                               |  |  |  |  |  |  |  |                      |
|                   |                     |  |                        |                               |  |  |  |  |  |  |  |                      |
|                   |                     |  |                        | Šarlota Bourbonská            |  |  |  |  |  |  |  |                      |
|                   |                     |  |                        |                               |  |  |  |  |  |  |  |                      |
|                   | Luisa Savojská      |  |                        |                               |  |  |  |  |  |  |  |                      |
|                   |                     |  |                        |                               |  |  |  |  |  |  |  |                      |
|                   |                     |  |                        | Jan I. Bourbonský             |  |  |  |  |  |  |  |                      |
|                   |                     |  |                        |                               |  |  |  |  |  |  |  |                      |
|                   | Karel I. Bourbonský |  |                        |                               |  |  |  |  |  |  |  |                      |
|                   |                     |  |                        |                               |  |  |  |  |  |  |  |                      |
|                   |                     |  |                        | Marie z Berry                 |  |  |  |  |  |  |  |                      |
|                   |                     |  |                        |                               |  |  |  |  |  |  |  |                      |
|                   | Markéta Bourbonská  |  |                        |                               |  |  |  |  |  |  |  |                      |
|                   |                     |  |                        |                               |  |  |  |  |  |  |  |                      |
|                   |                     |  |                        | Jan I. Burgundský             |  |  |  |  |  |  |  |                      |
|                   |                     |  |                        |                               |  |  |  |  |  |  |  |                      |
|                   | Anežka Burgundská   |  |                        |                               |  |  |  |  |  |  |  |                      |
|                   |                     |  |                        |                               |  |  |  |  |  |  |  |                      |
|                   |                     |  |                        | Markéta Bavorská              |  |  |  |  |  |  |  |                      |
|                   |                     |  |                        |                               |  |  |  |  |  |  |  |                      |